# Crocodile Dundee – Ein Krokodil zum Küssen
Crocodile Dundee – Ein Krokodil zum Küssen (Originaltitel: Crocodile Dundee) ist eine australische Filmkomödie aus dem Jahr 1986. Die Titelrolle spielt Paul Hogan.

## Inhalt
Die amerikanische Journalistin Sue Charlton aus New York City reist nach Walkabout Creek im Northern Territory in Australien, um Mick „Crocodile“ Dundee kennenzulernen, von dem sie abenteuerliche Geschichten über einen siegreichen Kampf mit einem Krokodil gelesen hat. Als er mit ihr durch den Busch reist, lernt Sue Land und Leute kennen und lieben. Fasziniert lädt sie den Hinterwäldler Mick ein, mit ihr nach New York zu reisen. Zum ersten Mal überhaupt in einer Stadt, meistert er die ihm unbekannten Herausforderungen im „Großstadtdschungel“ mit unorthodoxer Bravour. Zuletzt gesteht ihm Sue ihre Liebe.

## Hintergrund
Der Film ist eine moderne Variante der Fabel von der Stadtmaus und der Feldmaus. Außerdem nimmt Paul Hogan genüsslich die Macken seiner australischen Landsleute sowie australische Klischees auf die Schippe. Die sprachlichen Besonderheiten des australischen Dialekts gegenüber der US-amerikanischen Aussprache gehen in der deutschen Synchronversion weitgehend unter, da alle Beteiligten hochdeutsch synchronisiert sind.
- Die Vorlage für Mick Dundee war Rodney Ansell.[3][4] Andere Quellen nennen dagegen (auch) den lettisch-australischen Krokodiljäger Arvid Blumenthal.[5][6]
- Paul Hogan war bereits ein in Australien und Großbritannien bekannter Komiker, hier spielte er seine erste Hauptrolle in einem Kinofilm.
- 1990 heiratete Hogan seine Filmpartnerin Linda Kozlowski.
- Das Lied Live It Up der Band Mental as Anything erreichte durch den Film nochmals hohe Chartplatzierungen in Europa.
- Crocodile Dundee spielte weltweit 328 Millionen US-Dollar ein.[7]
- Das durch den Film bekannt gewordene, fünf Meter lange und 700 Kilogramm schwere Leistenkrokodil „Burt“ starb im Dezember 2024 in einem Herpetarium (Reptilienhaus) in Darwin. Sein Alter wurde auf über 90 Jahre geschätzt.[8] Das Reptil war 1980 in dem Fluss Reynolds gefangen worden und wurde dann nach dem Schauspieler Burt Reynolds benannt.[9]

## Synchronisation
Die deutsche Synchronfassung entstand bei der Berliner Synchron. Lutz Riedel schrieb das Dialogbuch und führte Regie.
| Rolle                         | Schauspieler        | Sprecher         |
| ----------------------------- | ------------------- | ---------------- |
| Michael J. „Crocodile“ Dundee | Paul Hogan          | Frank Glaubrecht |
| Sue Charlton                  | Linda Kozlowski     | Joseline Gassen  |
| Walter Reilly                 | John Meillon        | Peter Schiff     |
| Gus                           | Reginald VelJohnson | Alexander Herzog |
| Richard Mason                 | Mark Blum           | Lutz Riedel      |
| Sam Charlton                  | Michael Lombard     | Hermann Ebeling  |
| Donk                          | Steve Rackman       | Karl Schulz      |
| Burt (Kängurujäger)           | David Bracks        | Andreas Hanft    |

## Kritiken
„Eine sympathisch altmodische Komödie, die der australische Fernsehstar Paul Hogan sich gekonnt auf den Leib geschrieben hat. Die Pointen, die vornehmlich aus der Konstellation ‚verwöhntes Party-Girl im Dschungel‘ bzw. ‚Naturbursche auf der Cocktail-Party‘ gewonnen werden, sind von liebenswerter Einfachheit und stören niemals den harmonischen Ablauf eines solide gefertigten Familienfilms. Dennoch hat es wohl selbst die Fachleute überrascht, dass dies ein Welterfolg wurde.“

„Herrlich trockener Humor und manchmal fast poetische Komik.“

„Die geradlinig erzählte, amüsante Geschichte konfrontiert geschickt die Versatzstücke des Abenteuergenres mit Zeiterscheinungen, die schlichtem Verständnis schwer zugänglich sind, was der Geschichte eine heitere, ansprechende Note verleiht.“

## Auszeichnungen
- Der Film wurde 1987 in der Kategorie Bestes Originaldrehbuch für einen Oscar nominiert.
- Paul Hogan gewann 1987 einen Golden Globe in der Kategorie Bester Hauptdarsteller – Komödie oder Musical.
- Crocodile Dundee war in zwei Kategorien für den Saturn Award nominiert.